# Petra Senánszky
Petra Senánszky, född 10 januari 1994 i Debrecen, är en ungersk simmare. Hon har även tävlat i både fensimning och livräddning.

## Karriär
Vid EM 2024 i Belgrad tog Senánszky guld på 50 meter frisim samt var en del av Ungerns lag som tog guld på 4×100 meter frisim och brons på 4×100 meter mixed medley.